# Господарі творіння
Господарі творіння (англ. Lords of Creation) — науково-фантастичний роман американського письменника Індо Біндера (псевдоним братів Ерла та Отто Біндера). Протягом 1939 року виходив в журналі «Аргосі» (в 6 випусках). Вийшов єдиним друком 1949 року.

## Зміст
Головний герой — молодий науковий асистент Гомер Еллорі добровільно заходить у часову капсулу. Він прокидається в 5000 році після сну протягом 3000 років. Виявляється, що планета за цей час повернулася до періоду неоліту.
Після руйнівної війни та повного виснаження природних ресурсів вугілля, нафти та залізної руди людство зазнало різкого занепаду. Колишні нації землі розпалися на багато маленьких держав, які ведуть між собою часті прикордонні війни. Клімат також різко змінився, середня температура набагато вища, ніж у 1950 році, і лише на крайній півночі взимку випадає сніг. У майже безльодовій Антарктиці люди зберегли майже сучасну цивілізацію, засновану, з одного боку, на експлуатації ресурсів, що залишилися лише там, а з іншого — на поневоленні іншого населення Землі, яке повинно сплачувати данину. Кожні 9 місяців антарканци використовують літаки для збору рабів та данини.
Невдовзі Гомер Еллорі переконав керівництво держави Норак (навколо колишнього Нью-Йорка), що головні вороги це не сусіди, а мешканці Антарктики. Після чого починає готуватися до боротьби з останніми. Для цього з залізної руди виплавляє зброю, за допомогою якої швидко підкорює сусідів, створюючи велику державу. Керівництво Антарктики забороня Нораку використовувати залізну зброю. Але Еллорі відмовляється, тоді його військо атаковано літаками, які знищують армію Нораку, а Гомера захоплюють у полон.
Героя ув'язнено в антарканському місті Лілламра, де засуджено до смерті. Втім леді Ерман закохується в нього і допомагає йому втекти. Він повертається до Нораку, де за допомогою старого вченого він нарешті знаходить занедбаний бункер, який переповнений рушницями, гвинтівками та боєприпасами. завдяки цьому відбито новий напад літаків. Після капітуляції Антарктики Гомера Еллорі оголошують лідером народів Землі.